# Мокроус, Иван Степанович
Иван Степанович Мокроус (7 мая 1904, Байбузовка, Подольская губерния — 5 мая 1974, Феодосия, Крымская область) — советский военнослужащий, хозяйственный работник, командир Феодосийского партизанского отряда в годы Великой Отечественной войны. Почётный гражданин Феодосии (1971, по другим сведениям — 1965).

## Биография
Участник ликвидации басмачества.
Жил и работал в Одессе.
В Феодосии с 1938 года. Работал начальником вооруженной охраны феодосийского порта.
В годы Великой Отечественной войны командовал феодосийским партизанским отрядом, располагавшимся в старокрымских лесах (урочище Кизил-Таш), участвовал в боевых действиях под Алуштой, в спасении Героя Советского Союза Павла Кашубы, сбитого в районе станции Владиславовка. Заболевший, вывозился за линию фронта, но в 1944 году снова командовал партизанским отрядом. Майор.
13 апреля 1944 года назначен заместителем председателя исполкома Феодосийского городского совета.
С 1951 года — директор Федосийского завода пиво-безалкогольных напитков.

## Память
Похоронен на Старом кладбище Феодосии. Могила — объект культурного наследия регионального значения  Объект культурного наследия народов РФ регионального значения. Рег. № 911710935200005 (ЕГРОКН)
Именем Мокроуса названа улица в Феодосии (бывшая Мещанская).
К Феодосийском порту был приписан пассажирский теплоход «Иван Мокроус» (серия «Александр Грин»).

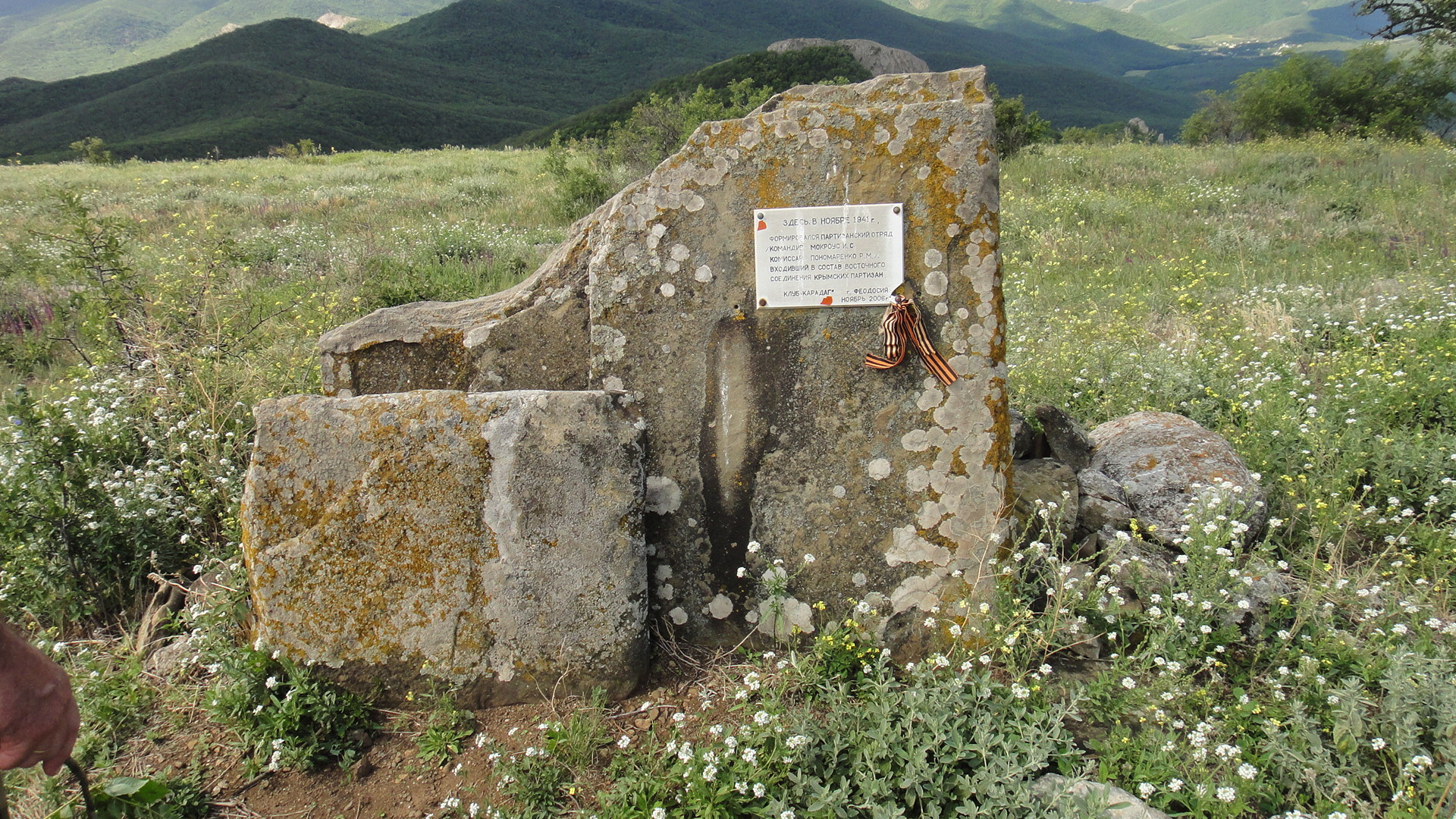
Памятник партизанам отряда И.С. Мокроуса
Могила И. С. Мокроуса на Старом феодосийском кладбище